# Prowincja Surat Thani
Surat Thani (taj. สุราษฎร์ธานี) – jedna z prowincji (changwat) Tajlandii nad Zatoką Tajlandzką na półwyspie malajskim. Sąsiaduje z prowincjami Chumphon, Nakhon Si Thammarat, Krabi, Phang Nga i Ranong.